# Niederländische Lebensmittel mit geschützter Ursprungsbezeichnung
Die folgenden niederländischen Lebensmittel sind mit einer geschützten Ursprungsbezeichnung (g.U.) in der EU registriert (Stand 2. August 2025).

## Käse
| Herkunftsbezeichnung                                   | Region                       | Milch von: | Typ          | Herkunftsbezeichnung / DOOR |
| ------------------------------------------------------ | ---------------------------- | ---------- | ------------ | --- |
| Boeren-Leidse met sleutels                             | Leiden                       | Kuh        | Halbhartkäse | g.U. / Eintrag zu Boeren-Leidse met sleutels in der Database of Origin and Registration (DOOR) der Generaldirektion Landwirtschaft und ländliche Entwicklung der Europäischen Kommission. |
| Kanterkaas oder Kanternagelkaas oder Kanterkomijnekaas | Friesland und Westerkwartier | Kuh        | Hartkäse     | g.U. / Eintrag zu Kanterkaas in der Database of Origin and Registration (DOOR) der Generaldirektion Landwirtschaft und ländliche Entwicklung der Europäischen Kommission.                 |
| Noord-Hollandse Edammer                                | Noord-Holland                | Kuh        | Hartkäse     | g.U. / Eintrag zu Noord-Hollandse Edammer in der Database of Origin and Registration (DOOR) der Generaldirektion Landwirtschaft und ländliche Entwicklung der Europäischen Kommission.    |
| Noord-Hollandse Gouda                                  | Noord-Holland                | Kuh        | Hartkäse     | g.U. / Eintrag zu Noord-Hollandse Gouda in der Database of Origin and Registration (DOOR) der Generaldirektion Landwirtschaft und ländliche Entwicklung der Europäischen Kommission.      |

## Obst und Gemüse
| Herkunftsbezeichnung   | Region                                          | Typ           | Herkunftsbezeichnung / DOOR |
| ---------------------- | ----------------------------------------------- | ------------- | --- |
| Opperdoezer Ronde      | Noorder-Koggenland, Medemblik und Wieringermeer | Kartoffel     | g.U. / Eintrag zu Opperdoezer Ronde in der Database of Origin and Registration (DOOR) der Generaldirektion Landwirtschaft und ländliche Entwicklung der Europäischen Kommission.      |
| Brabantse Wal asperges | Ringvaart des Haarlemmermeerpolders             | Gemüsespargel | g.U. / Eintrag zu Brabantse Wal asperges in der Database of Origin and Registration (DOOR) der Generaldirektion Landwirtschaft und ländliche Entwicklung der Europäischen Kommission. |